# Tillandsia geissei

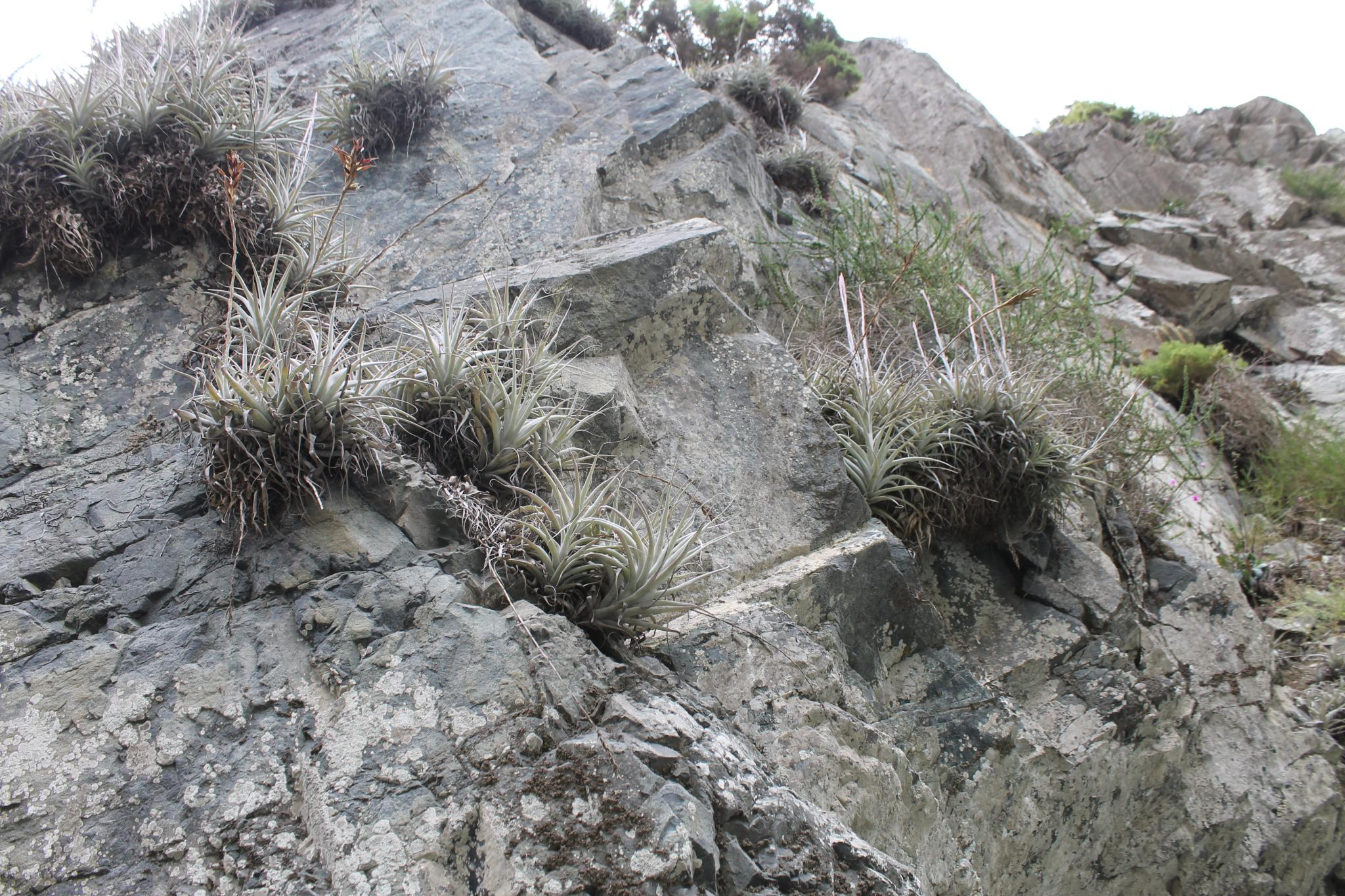
Tillandsia geissei en Paposo, Chile

Tillandsia geissei es una especie de planta epifita del género Tillandsia. Esta especie es endémica de Chile.